# 常世温泉
常世温泉（とこよおんせん）は、福島県東白川郡塙町にある温泉。阿武隈山地に位置する。

## 泉質
- ナトリウム-炭酸水素塩冷鉱泉
  - 泉温　15.4℃
- 源泉温度が低いため、加温・循環濾過方式にしている。

## 温泉地
塙町中心地から少し離れた田園地帯に、旅館「乙女姫の湯」が1軒存在する。日帰り入浴可能。
名物は館主が造っているはなわ牛を使った料理である。

## 歴史
天喜元年（1053年）、後冷泉天皇の勅命により、源八幡太郎義家が奥州の豪族安部貞任征伐のため、当地に下向した。「伏見源八常世」に美人の恋人が居て、その名を芝原乙女姫といい、愛しい恋人探しを義家に懇願したという。
その昔から、常世北野村水元に湧き出た泉水を、芝原乙女姫が湧水を使っていたと云われている。
しかし、現在の旅館が創業したのは1996年（平成6年）。

## アクセス
- 東北自動車道白河ICから車で約40分。

- JR水郡線・磐城塙駅から車で約10分。